# Dodonaea inaequifolia
Dodonaea inaequifolia är en kinesträdsväxtart som beskrevs av Porphir Kiril Nicolai Stepanowitsch Turczaninow. Dodonaea inaequifolia ingår i släktet Dodonaea och familjen kinesträdsväxter. Inga underarter finns listade i Catalogue of Life.